# Палац Національного конгресу Аргентини
Палац Національного конгресу Аргентини (ісп. Palacio del Congreso de la Nación Argentina) — будівля, де проходять засідання Національного конгресу Аргентини. Розташовується у столиці Аргентини місті Буенос-Айресі на Площі Конгресу.

## Історія

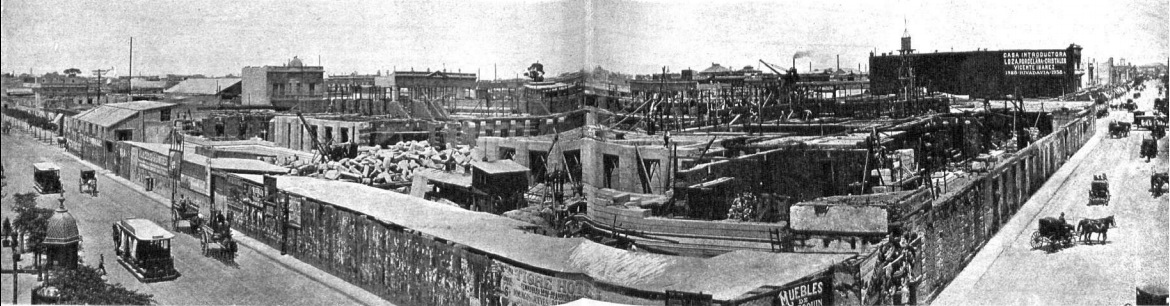
Спорудження Палацу (1898)

1862 року президент Аргентини Бартоломе Мітре доручив архітектору Хонасу Ларгіа спорудження будівлі для Національного конгресу. Вона була завершена 1864 року і розмістилася на Травневій площі по діагоналі від будинку уряду. Зі зведенням будівлі Національного іпотечного банку (нині Федеральна адміністрація державних доходів) старий конгрес було частково знесено.
1882 року вирішено було збудувати новий, більший за розміром палац конгресу. Для цього було виділено квартал між вулицями Ентре-Ріос, Рівадавії, Битви при Лос-Посос і Перемоги, таким чином, що Конгрес сполучався Травневою вулицею з Касою-Росадою (будинком уряду). 1 грудня 1889 року землю під будівництво було викуплено у попередніх власників.

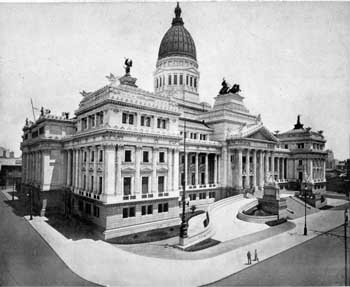
Палац Конгресу (1910)

Законом № 3.187 від 20 листопада 1894 року було виділено 6 мільйонів песо на будівництво Палацу Конгресу. 20 лютого 1895 року було оголошено міжнародний конкурс проектів Палацу. Було подано 28 архітектурних проектів від митців з Франції, Італії, Австрії, Уругваю, Аргентини, Норвегії. 8 січня 1896 року було оголошено про перемогу італійця Вітторіо Меано. 31 липня 1897 року за допомогою конкурсу було визначено забудовника — компанію «Pablo Besana y Cía». Кошторис робіт склав 5 776 745 песо.
Роботи почалися 1897 року, в них взяли участь близько тисячі робітників. 1 липня 1904 року Меано вбили, тому продовження проекту доручили бельгійському архітектору Жулю Дормалю.
Палац Конгресу було відкрито 12 травня 1906 року, хоча будівельні і оздоблювальні роботи продовжувалися ще багато років. 1914 року витрати на будівництво сягнули 31,4 мільйона песо. Ілюмінацію купола було встановлено 1930 року. Остаточно будівництво було завершено 1946 року після облицювання ротонди.

## Опис
Палац Національного конгресу Аргентини виконану у стилі неокласицизму. Характерною рисою будівлі є купол, який сягає 80 метрів висоти і 30 тисяч[джерело?] тон ваги. Спочатку купол було вкрито міддю, яка з часом здобула зеленуватий відтінок. Купол увінчує корона з химерами.
Висота фасадів 27,5 м на вулиці Іполіто Ірігоєна і 23,6 м на вулицях Ентре-Ріос, Рівадавії і Посос.
| Поверх           | Висота (м) | Площа (м²) |
| ---------------- | ---------- | ---------- |
| Підвал           | 4,50       | 4210       |
| Цокольний поверх | 6,20       | 8200       |
| Перший поверх    | 6,60       | 7900       |
| Другий поверх    | 6,00       | 7700       |
| Третій поверх    | 4,80       | 6800       |
| Четвертий поверх | 3,90       | 4400       |

Парадний вхід до Палацу знаходиться на вул. Ентре-Ріос. Його прикрашають шість колон коринфського ордеру, які тримають трикутний фронтон, і дві мармурові каріатиди. Вхід до Палати депутатів розташований по вул. Рівадавії, а до Сенату — по вул. Ірігоєна. Ще двоє дверей виходять на вулицю Посос.
По боках від парадних сходів знаходилися дві групи скульптур Лоли Мори, які символізували Свободу, Прогрес, Мир і Справедливість, але ці оголені фігури були розкритиковані і прибрані 1916 року. На сходах відтак знаходилися фігури чотирьох крилатих левів і чотири ковані ліхтарі. 2014 року за рішенням уряду на сходах було встановлено репліки оригінальних статуй Лоли Мори.
По краях фронтону розташовані скульптури крилатих левів, а на його вершині — герб Аргентини.
За фронтоном знаходиться прикрашена орнаментами платформа, на якій можна побачити квадригу з бронзи висотою 8 метрів і вагою 20 тон, автором якої є скульптор Віктор де Поль. Колісницю везуть 4 коня, які символізують тріумф республіки і відомі під назвою Крилата перемога.

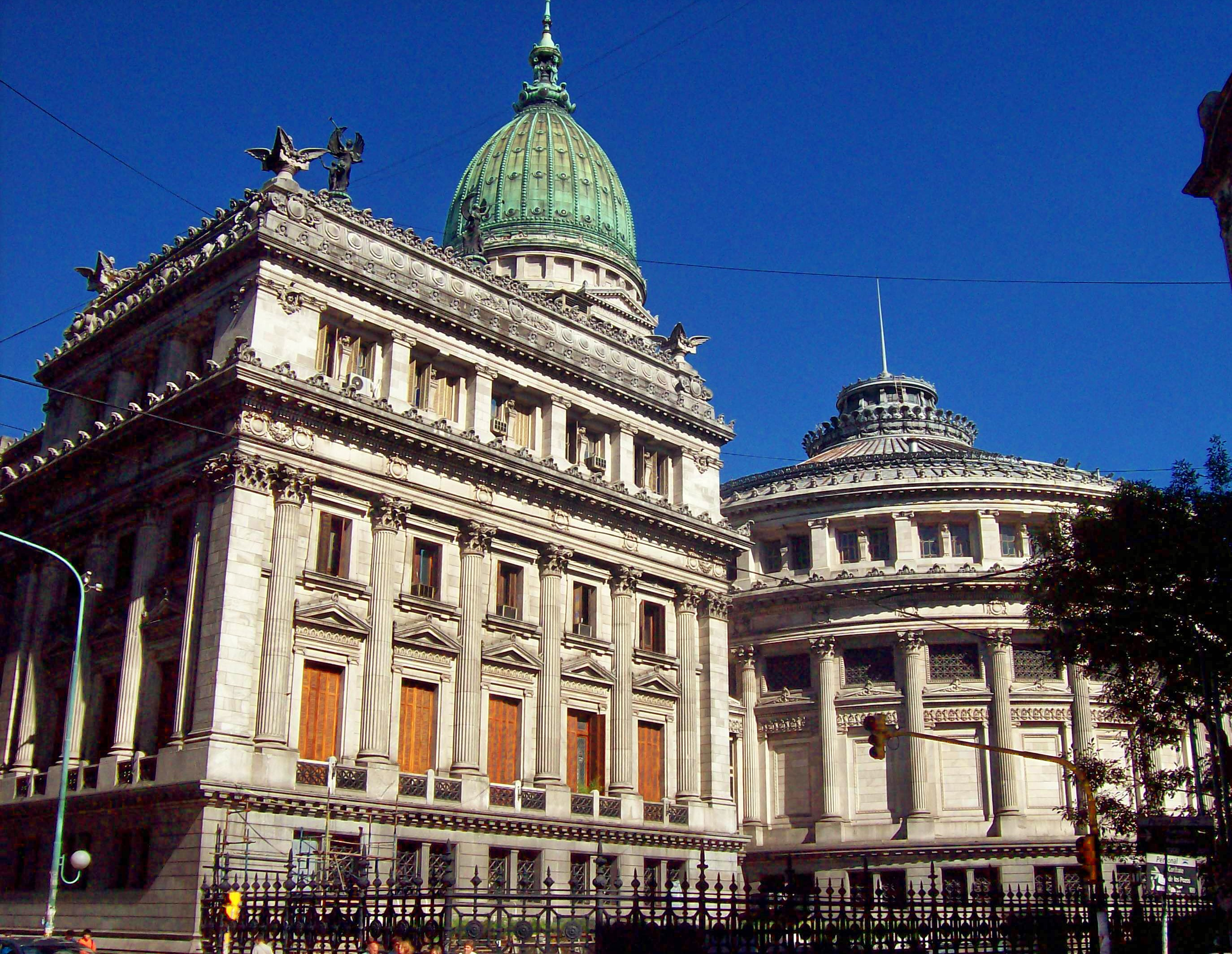
Палац конгресу з вул. Рівадавії і Битви при Лос-Посос
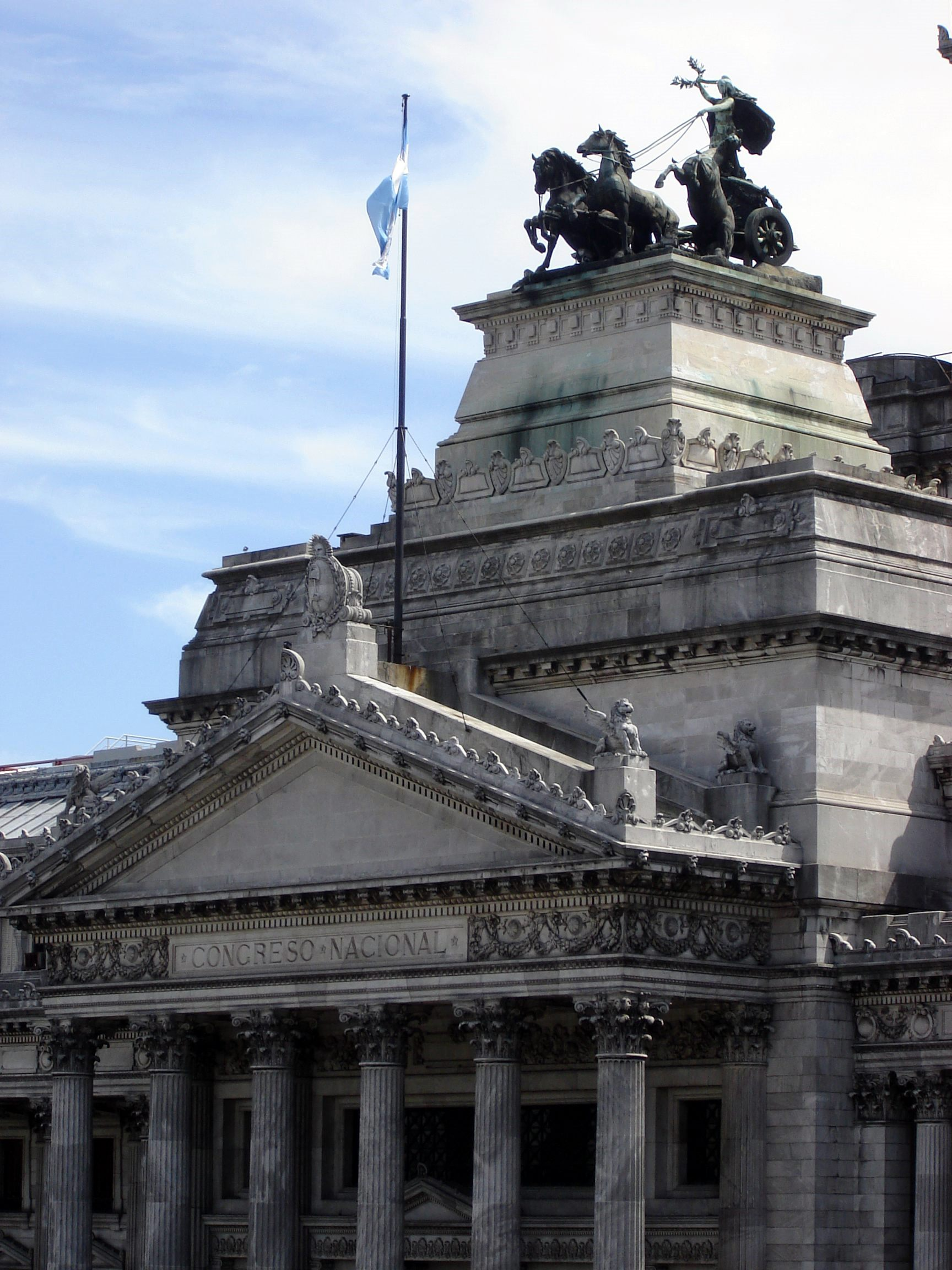
Фронтон
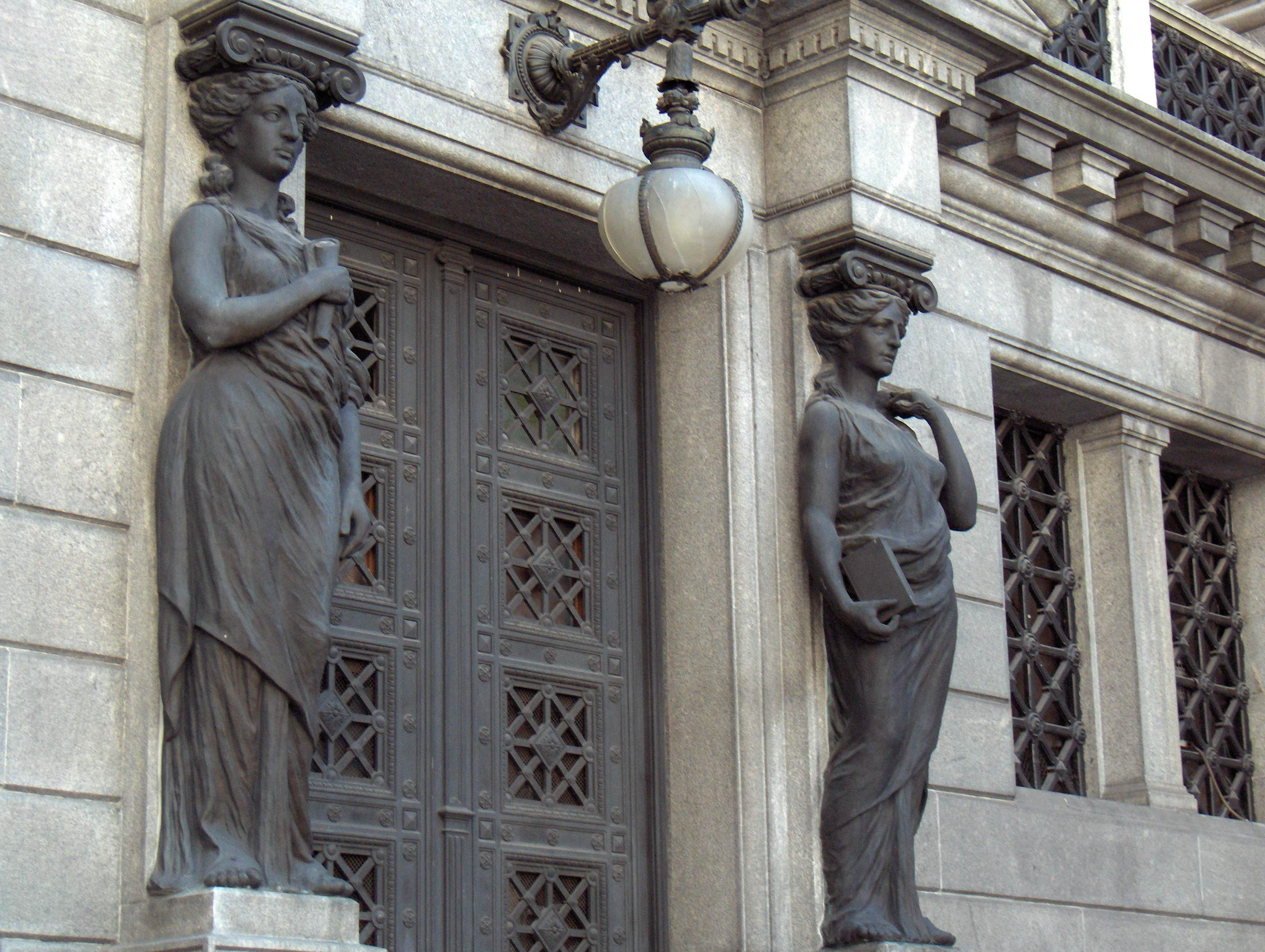
Бічні двері
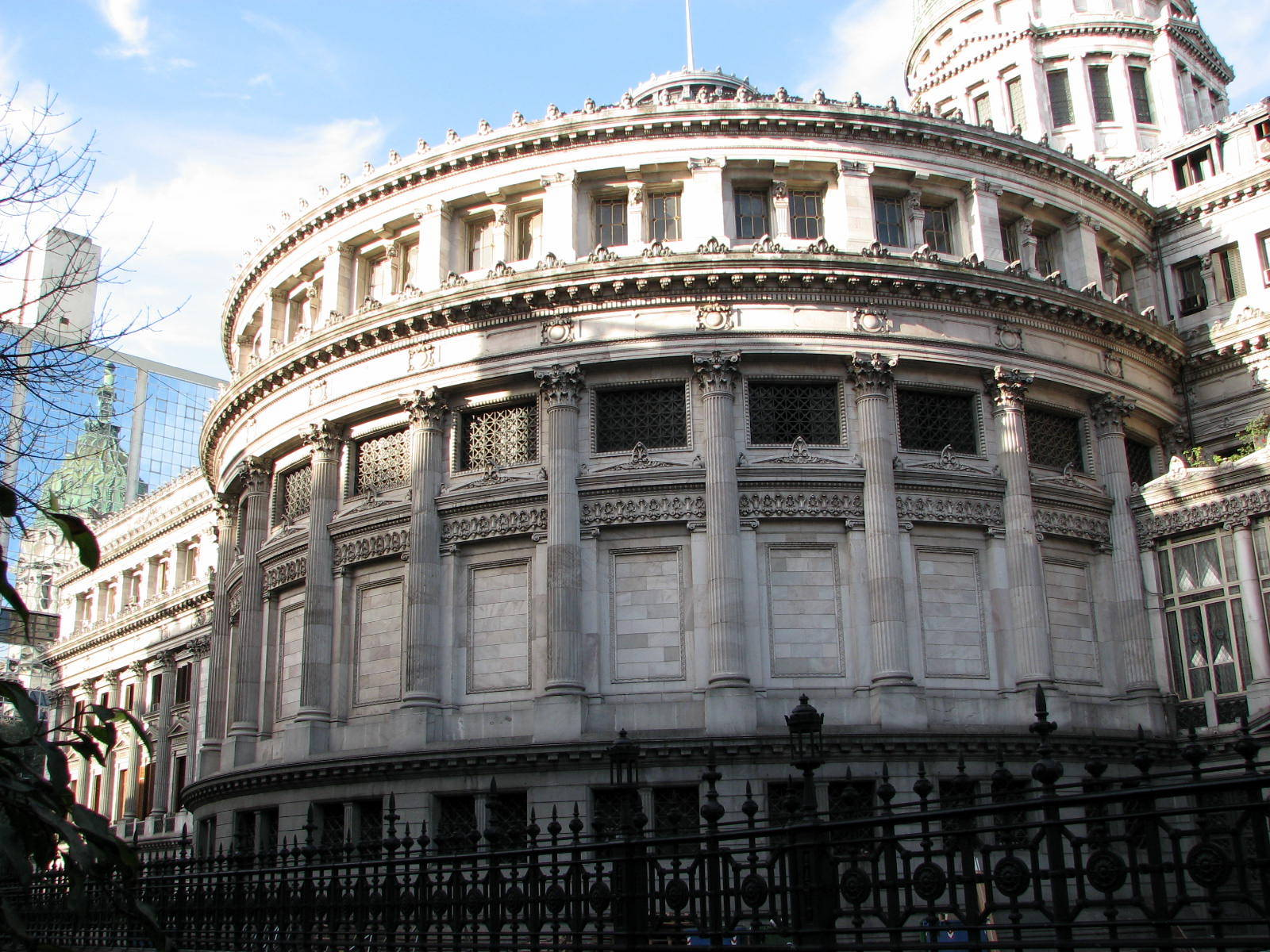
Ротонда

Найважливіші частини Палацу Конгресу:
- Зала засідань Палати депутатів — амфітеатр діаметром 26 м з трьома поверхами галерей: перший для спеціальних гостей, інші для широкої публіки
- Кулуари
- Синя зала — восьмикутне приміщення, яке розташоване під куполом
- Хол, який використовується під час державних візитів
- Бібліотека Конгресу, яка містить більше мільйона томів
- Рожева зала, яка використовується для зборів Сенату
- Зала засідань Сенату — амфітеатр з двома поверхами галерей